# Warrea
Warrea – rodzaj roślin z rodziny storczykowatych (Orchidaceae). Rośliny naziemne, bardzo rzadko epifityczne. Na jednej pseudobulwie występuje 3-4 liści. Liście wyprostowane, lancetowate, spiczaste. Kwiatostan wyprostowany wyrastający z niedorozwiniętych pseudobulw, posiada 4-14 kwiatów. Kwiaty rozpostarte, płatki białe do jasnych pomarańczowo-białych, czasami z odrobiną koloru różowego przy podstawie. Warżka od białej do pomarańczowej. Słupek lekko zakrzywiony z niepozornymi skrzydełkami. Rośliny posiadają 4 pylniki.
Rośliny z tego gatunku rosną w rozkładających się liściach, w zacienionych partiach wilgotnych lasach. Czasami rośliny spotykane są na bardziej suchych i bardziej odsłoniętych wzgórzach. Występują na wysokościach 600 - 1500 m. Gatunki są rozpowszechniona na obszarze Meksyku, Brazylii, Kostaryki, Gwatemali, Hondurasu, Panamy, Wenezueli, północnej Argentyny, Paragwaju, Kolumbii, Ekwadoru oraz Peru.

## Systematyka
Rodzaj sklasyfikowany do podplemienia Zygopetalinae w plemieniu Cymbidieae, podrodzina epidendronowe (Epidendroideae), rodzina storczykowate (Orchidaceae), rząd szparagowce (Asparagales) w obrębie roślin jednoliściennych.
Wykaz gatunków
- Warrea costaricensis Schltr.
- Warrea hookeriana (Rchb.f.) Rolfe
- Warrea rubroglossa Archila, Chiron & Tribouill.
- Warrea warreana (Lodd. ex Lindl.) C.Schweinf.